# Serpent (constellation)
Serpens
Pour les articles homonymes, voir Serpent (homonymie).
Le Serpent est une constellation qui représente le serpent dompté par Ophiuchus, le Serpentaire.
C’est la seule constellation divisée en deux parties, ; la Tête et la Queue du Serpent sont séparées par l’entreposition d’Ophiuchus, mais leurs étoiles sont nommés comme si elles faisaient partie d’une zone contiguë et la désignation génitive Serpentis est utilisée pour toutes les deux. La Tête du Serpent se trouve principalement dans l’hémisphère céleste nord, la Queue du Serpent essentiellement dans l’hémisphère céleste sud.
Aucune des étoiles du Serpent n’est plus brillante que la 3e magnitude, ce qui rend la constellation assez difficile à discerner.

## Histoire et mythologie

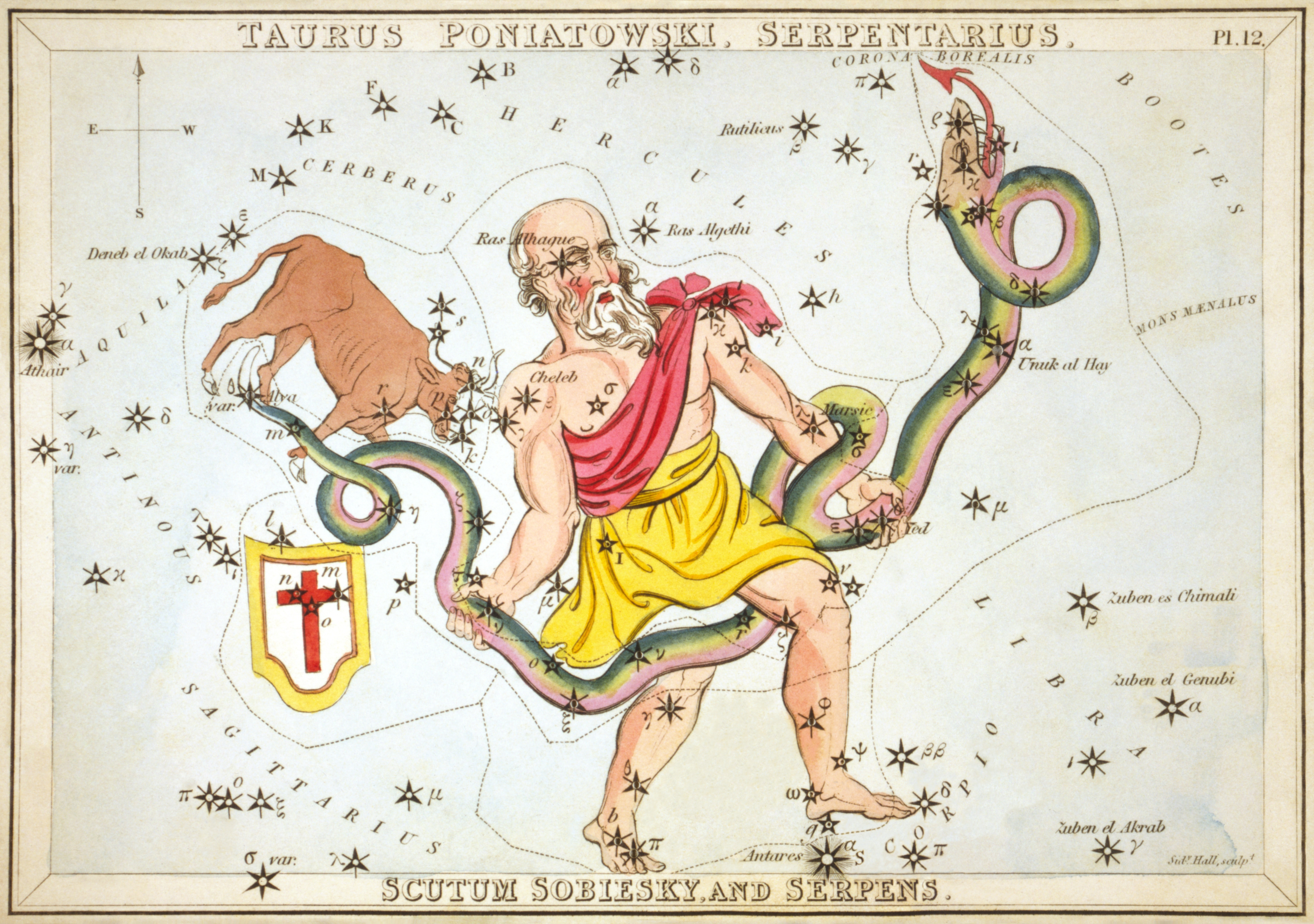
Représentation de la constellation du Serpent sur une carte céleste de 1825.

Le Serpent est une constellation ancienne, bien que sa symbolique première soit inconnue. Il s’identifie dans la mythologie grecque soit au serpent qui révéla à Asclépios les secrets de la médecine, soit au serpent qu'Apollon tua dans sa jeunesse, soit à Ladon quand Héraclès l'a tué. En conséquence, il est toujours représenté porté par l’Ophiuchus (le Serpentaire), celui-ci contrôlant le pouvoir de l’animal.  Serpent était l’une des 48 constellations identifiées par Ptolémée.

## Observation des étoiles

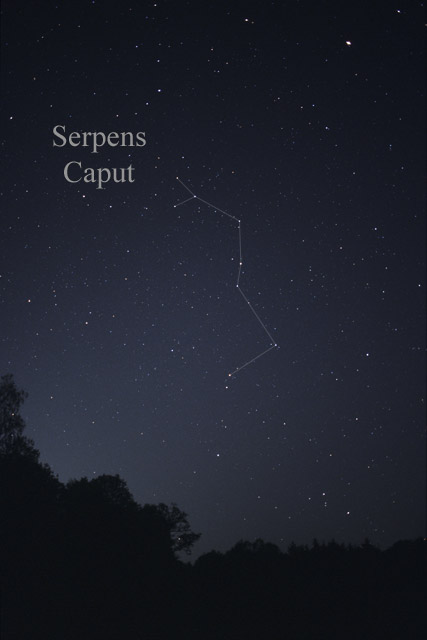
Tête du Serpent.

Visibilité nocturne de la constellation. Tête du Serpent.

La tête du Serpent forme un alignement assez net entre δ, α et ε Ser, qui se prolonge par δ, ε, ζ et η Oph. La limite du Serpent, sur cet alignement, correspond au couple δ–ε Oph, qui représente la main du Serpentaire. Cet alignement se prolonge vers le nord-ouest jusqu'à Arcturus (α Bootis), et vers le sud-ouest jusqu'au Sagittaire.
La tête proprement dite est marquée par un faible triangle d'étoiles, quelques degrés au sud de la Couronne boréale.

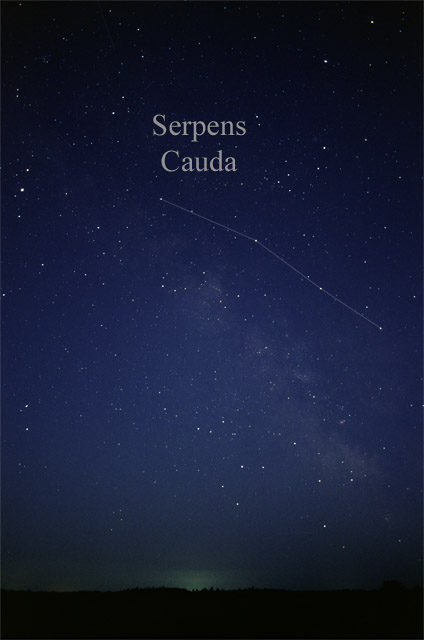
Queue du Serpent.

Visibilité nocturne de la constellation. Queue du Serpent

La queue du Serpent est beaucoup plus confuse. On voit un alignement assez net de direction NE / SO entre ξ Ser, ν Oph (qui marque la main), η et θ Ser.

## Étoiles principales

### Autres étoiles
δ Serpentis, dans la Tête, est une étoile double qui se trouve à 210 années-lumière de la Terre. Ses deux composantes sont très semblables, des sous-géantes blanches. Elles seraient séparées par plus de 370 ua. θ Serpentis, dans la Queue, est aussi double et porte le nom d’Alya.
R Serpentis est une étoile variable de type Mira, évoluant entre les magnitudes 5,16 et 14 en 357 jours.

## Objets célestes
La constellation du Serpent contient plusieurs objets célestes :
- M5 est un amas globulaire, situé à peu près à 8° au sud-ouest d’α Serpentis dans la Tête. C’est l’un des plus beaux du ciel. Satellite de la Voie lactée, il possède un diamètre de 165 années-lumière.
- M16, la nébuleuse de l’Aigle, est une nébuleuse diffuse éclairée par une quinzaine d’étoiles jeunes. C’est une zone de formation stellaire.
- On peut également noter la nébuleuse diffuse NGC 6611 et les amas ouverts NGC 6604 et IC 4756.
- Abell 2029 est un amas de galaxies comprenant la galaxie lenticulaire IC 1101.
- Le Sextette de Seyfert est un autre amas de galaxies découvert par Carl Keenan Seyfert en 1951.
- CoRoT-9 b est une exoplanète découverte en 2010.
- Planète en diamant qui gravite autour du pulsar PSR J1719-1438 et dont la période de révolution est de 2 h 10 minutes.
- L'objet de Hoag.